# Yverdon-Sport Football Club 2009-2010
Questa voce raccoglie le informazioni riguardanti l'Yverdon-Sport Football Club nelle competizioni ufficiali della stagione 2009-2010.

## Stagione
Nella stagione 2009-2010 l'Yverdon, allenato da Vittorio Bevilacqua, concluse il campionato di Challenge League al 9º posto. In Coppa Svizzera l'Yverdon fu eliminato al secondo turno dallo Young Boys.

## Rosa
| N. |                     | Ruolo | Calciatore      |
| -- | ------------------- | ----- | --------------- |
| 2  | Francia (bandiera)  | C     | Andy Laugeois   |
| 4  | Svizzera (bandiera) | D     | Gary Gerber     |
| 5  | Svizzera (bandiera) | A     | Florent Pepsi   |
| 6  | Svizzera (bandiera) | D     | Pascal Oppliger |
| 7  | Svizzera (bandiera) | C     | Manuel Bühler   |
| 7  | Algeria (bandiera)  | A     | Khaled Gourmi   |
| 8  | Svizzera (bandiera) | D     | Diego Büchel    |
| 9  | Nigeria (bandiera)  | A     | Edo             |
| 10 | Brasile (bandiera)  | C     | Paquito         |
| 11 | Italia (bandiera)   | C     | Nicola Zari     |
| 12 | Svizzera (bandiera) | C     | Florian Berisha |
| 14 | Svizzera (bandiera) | C     | Jérémy Manière  |
| 16 | Svizzera (bandiera) | D     | Nicolas Gétaz   |

| N. |                                 | Ruolo | Calciatore         |
| -- | ------------------------------- | ----- | ------------------ |
| 16 | Bosnia ed Erzegovina (bandiera) | D     | Mustafa Sejmenović |
| 18 | Svizzera (bandiera)             | P     | Nikola Jakšić      |
| 18 | Canada (bandiera)               | P     | Jayson Leutwiler   |
| 19 | Italia (bandiera)               | C     | Flavio Chioda      |
| 20 | Svizzera (bandiera)             | C     | Tito Tarchini      |
| 21 | Svizzera (bandiera)             | A     | Yannick Nkufo      |
| 22 | Serbia (bandiera)               | C     | Safet Suljevic     |
| 22 | Serbia (bandiera)               | A     | Altin Osmani       |
| 24 | Macedonia del Nord (bandiera)   | C     | Saban Bektesi      |
| 25 | Bosnia ed Erzegovina (bandiera) | A     | Mehmed Begzadić    |
| 26 | Rep. Ceca (bandiera)            | C     | Tomáš Míca         |
| 30 | Svizzera (bandiera)             | P     | Dany Da Silva      |

## Organigramma societario
Area tecnica
- Allenatore: Vittorio Bevilacqua
- Allenatore in seconda: Admir Smajić
- Preparatore dei portieri:
- Preparatori atletici:

## Calciomercato

### Sessione estiva
| Acquisti | Acquisti         | Acquisti          | Acquisti |
| R.       | Nome             | da                | Modalità |
| -------- | ---------------- | ----------------- | -------- |
| A        | Hicham Bouamri   | La Chaux-de-Fonds |          |
| A        | Ndubuisi Eze     | Al-Ahli           |          |
| D        | Gary Gerber      | La Chaux-de-Fonds |          |
| P        | Nikola Jakšić    | Delémont          |          |
| P        | Jayson Leutwiler | Basilea           |          |
| C        | Micael Martins   | Echallens         |          |
| C        | Tomáš Míca       | La Chaux-de-Fonds |          |
| A        | Yannick Nkufo    | Young Boys II     |          |
| C        | Nicola Zari      | Stade Nyonnais    |          |

| Cessioni | Cessioni             | Cessioni           | Cessioni |
| R.       | Nome                 | a                  | Modalità |
| -------- | -------------------- | ------------------ | -------- |
| A        | Khaled Gourmi        | Young Boys         |          |
| C        | Micael Martins       | Echallens          |          |
| P        | Michaël Bauch        | Saint-Louis Neuweg |          |
| A        | Mbala Mbuta Biscotte | Locarno            |          |
| D        | Mehdi Challandes     | Servette           |          |
| A        | Lucien Dénervaud     | Bienne             |          |
| A        | Mario Gavranović     | Neuchâtel Xamax    |          |
| D        | Gilberto Reis        | Le Mont            |          |
| P        | Christopher Meylan   | Baulmes            |          |
| C        | Bertrand N'Dzomo     | Losanna            |          |
| D        | Yanis Da Moura       | Baulmes            |          |

### Sessione invernale
| Acquisti | Acquisti        | Acquisti   | Acquisti |
| R.       | Nome            | da         | Modalità |
| -------- | --------------- | ---------- | -------- |
| C        | Florian Berisha | Sciaffusa  |          |
| D        | Nicolas Gétaz   | Losanna    |          |
| A        | Altin Osmani    | Basilea II |          |
| C        | Tito Tarchini   | Zurigo     |          |

| Cessioni | Cessioni         | Cessioni  | Cessioni |
| R.       | Nome             | a         | Modalità |
| -------- | ---------------- | --------- | -------- |
| A        | Hicham Bouamri   | Locarno   |          |
| A        | Mehmet Kocapinar | Le Mont   |          |
| A        | Dawid Kwiek      | Nieciecza |          |
| D        | Sébastien Meoli  | Losanna   |          |

## Risultati

### Challenge League

#### andata
| Arbitro: | Wermelinger |

|                                |           |                                    |
| Faye 1’, 38’, 52’ Roux 6’, 55’ | Marcatori | 45’ (rig.), 73’ Bühler 90’ Bouamri |

| Arbitro: | Devouge |

|                                      |           |  |
| Bühler 10’ Meoli 78’ (rig.) Zari 84’ | Marcatori |  |

| Arbitro: | Gremaud |

|           |           |          |
| Meoli 57’ | Marcatori | 27’ Katz |

| Arbitro: | Grossen |

|                                |           |                      |
| Tozé 28’, 83’ Eudis 64’ (rig.) | Marcatori | 3’ Zari 15’, 45’ Edo |

| Arbitro: | Carrell |

|                        |           |                                                          |
| Milani 15’ Rossini 85’ | Marcatori | 10’, 90’ (rig.) Meoli 17’, 49’ Gourmi 29’ Zari 52’ Kwiek |

| Arbitro: | Studer |

|                    |           |  |
| Gourmi 34’ Edo 72’ | Marcatori |  |

| Arbitro: | Circhetta |

|                        |           |                |
| Emeghara 26’ Bieli 45’ | Marcatori | 29’, 86’ Kwiek |

| Arbitro: | Laperrière |

|                |           |  |
| Sejmenović 64’ | Marcatori |  |

| Arbitro: | Huwiler |

|  |           |             |
|  | Marcatori | 76’ Lezcano |

| Arbitro: | Kever |

|          |           |  |
| Ural 20’ | Marcatori |  |

| Arbitro: | Devouge |

|         |           |                   |
| Edo 70’ | Marcatori | 56’ (rig.) Silvio |

| Arbitro: | Graf |

|  |           |                                            |
|  | Marcatori | 47’ Büchel 58’ Nkufo 67’ Zari 84’ Oppliger |

| Arbitro: | Jaccottet |

|            |           |           |
| Bühler 55’ | Marcatori | 34’ Ademi |

| Arbitro: | Carrell |

|           |           |                |
| Souto 39’ | Marcatori | 51’ Sejmenović |

| Arbitro: | Gut |

|                             |           |          |
| Sheholli 54’ Casasnovas 58’ | Marcatori | 6’ Pepsi |

#### ritorno
| Arbitro: | Jaccottet |

|                  |           |  |
| Silva 81’ (rig.) | Marcatori |  |

| Arbitro: | Huwiler |

|            |           |  |
| Osmani 81’ | Marcatori |  |

| Arbitro: | Circhetta |

|               |           |                       |
| Čavušević 87’ | Marcatori | 69’ Osmani 79’ Gourmi |

| Arbitro: | Carrell |

|  |           |                |
|  | Marcatori | 41’ Holenstein |

| Arbitro: | Studer |

|                                                   |           |  |
| Gourmi 16’ Edo 35’ Osmani 60’ Bühler 68’ Zari 86’ | Marcatori |  |

| Arbitro: | Graf |

|                           |           |                                                                  |
| Faioli 2’ Ivanishvili 88’ | Marcatori | 15’ Osmani 38’ Bühler 74’ (aut.) Cvetinović 77’ (aut.) Schweizer |

| Arbitro: | Devouge |

|            |           |                                             |
| Gourmi 18’ | Marcatori | 7’ Emeghara 13’ Bieli 80’ (aut.) Sejmenović |

| Arbitro: | Wermelinger |

|            |           |  |
| Idrizi 79’ | Marcatori |  |

| Losanna 10 aprile 2010, ore 18:30 CEST 24ª giornata | Losanna | 0 – 0 referto | Yverdon | Stade Olympique de la Pontaise (1 350 spett.)\| Arbitro: \| Studer \| |
| Arbitro:                                            | Studer  |               |         |                                                                       |

| Arbitro: | Jaccottet |

|                |           |                 |
| Sejmenović 33’ | Marcatori | 43’, 83’ Tréand |

| Sciaffusa 18 aprile 2010, ore 14:30 CEST 26ª giornata | Sciaffusa | 0 – 0 referto | Yverdon | Stadion Breite (1 168 spett.)\| Arbitro: \| Winter \| |
| Arbitro:                                              | Winter    |               |         |                                                       |

| Arbitro: | Gut |

|  |           |            |
|  | Marcatori | 89’ Fanger |

| Arbitro: | Huwiler |

|                                      |           |                            |
| Tarchini 35’ Gourmi 52’ Oppliger 54’ | Marcatori | 23’, 45’ Scarione 73’ Rama |

| Arbitro: | Winter |

|                                 |           |                 |
| Christen 32’, 65’ Stegmayer 46’ | Marcatori | 3’ Edo 57’ Zari |

| Arbitro: | Grossen |

|                              |           |  |
| Gourmi 29’ (rig.) Osmani 68’ | Marcatori |  |

### Coppa Svizzera
| 20 settembre 2009, ore 15:00 CEST Primo turno | FC Farvagny/Ogoz | 0 – 3 | Yverdon |  |

| 18 ottobre 2009, ore 14:30 CEST Secondo turno | Yverdon | 1 – 3 | Young Boys |  |

## Statistiche

### Statistiche di squadra
| Competizione     | Punti | In casa | In casa | In casa | In casa | In casa | In casa | In trasferta | In trasferta | In trasferta | In trasferta | In trasferta | In trasferta | Totale | Totale | Totale | Totale | Totale | Totale | DR  |
| Competizione     | Punti | G       | V       | N       | P       | Gf      | Gs      | G            | V            | N            | P            | Gf           | Gs           | G      | V      | N      | P      | Gf     | Gs     | DR  |
| ---------------- | ----- | ------- | ------- | ------- | ------- | ------- | ------- | ------------ | ------------ | ------------ | ------------ | ------------ | ------------ | ------ | ------ | ------ | ------ | ------ | ------ | --- |
| Challenge League | 39    | 15      | 6       | 4       | 5       | 22      | 14      | 15           | 4            | 5            | 6            | 28           | 24           | 30     | 10     | 9      | 11     | 50     | 38     | +12 |
| Coppa Svizzera   | -     | 1       | 0       | 0       | 1       | 1       | 3       | 1            | 1            | 0            | 0            | 3            | 0            | 2      | 1      | 0      | 1      | 4      | 3      | +1  |
| Totale           | 39    | 16      | 6       | 4       | 6       | 23      | 17      | 16           | 5            | 5            | 6            | 31           | 24           | 32     | 11     | 9      | 12     | 54     | 41     | +13 |

### Andamento in campionato
| Giornata  | 1  | 2 | 3 | 4 | 5 | 6 | 7 | 8 | 9 | 10 | 11 | 12 | 13 | 14 | 15 | 16 | 17 | 18 | 19 | 20 | 21 | 22 | 23 | 24 | 25 | 26 | 27 | 28 | 29 | 30 |
| --------- | -- | - | - | - | - | - | - | - | - | -- | -- | -- | -- | -- | -- | -- | -- | -- | -- | -- | -- | -- | -- | -- | -- | -- | -- | -- | -- | -- |
| Luogo     | T  | C | C | T | T | C | T | C | C | T  | C  | T  | C  | T  | T  | T  | C  | T  | C  | C  | T  | C  | T  | T  | C  | T  | C  | C  | T  | C  |
| Risultato | P  | V | N | N | V | V | N | V | P | P  | N  | V  | N  | N  | P  | P  | V  | V  | P  | V  | V  | P  | P  | N  | P  | N  | P  | N  | P  | V  |
| Posizione | 14 | 8 | 9 | 8 | 3 | 4 | 4 | 4 | 4 | 6  | 7  | 6  | 7  | 6  | 7  | 8  | 7  | 6  | 6  | 5  | 4  | 5  | 5  | 6  | 8  | 9  | 11 | 10 | 11 | 9  |

Legenda:

Luogo: C = Casa; T = Trasferta. Risultato: V = Vittoria; N = Pareggio; P = Sconfitta.

### Statistiche dei giocatori
| M. Begzadić   | 2  | 0 | 0 | 0 |
| S. Bektesi    | 5  | 0 | 2 | 0 |
| F. Berisha    | 2  | 0 | 0 | 0 |
| H. Bouamri    | 8  | 1 | 1 | 0 |
| D. Büchel     | 20 | 1 | 4 | 0 |
| M. Bühler     | 19 | 6 | 0 | 0 |
| F. Chioda     | 6  | 0 | 1 | 0 |
| E. Edo        | 20 | 6 | 2 | 0 |
| N. Eze        | 2  | 0 | 0 | 0 |
| G. Gerber     | 17 | 0 | 2 | 0 |
| K. Gourmi     | 19 | 8 | 1 | 0 |
| N. Gétaz      | 11 | 0 | 1 | 0 |
| N. Jakšić     | 0  | 0 | 0 | 0 |
| M. Kocapinar  | 4  | 0 | 0 | 0 |
| D. Kwiek      | 13 | 3 | 0 | 0 |
| A. Laugeois   | 28 | 0 | 3 | 0 |
| J. Leutwiler  | 30 | 0 | 0 | 0 |
| J. Manière    | 24 | 0 | 4 | 0 |
| S. Meoli      | 15 | 4 | 1 | 0 |
| T. Míca       | 17 | 0 | 5 | 0 |
| Y. Nkufo      | 16 | 1 | 0 | 0 |
| P. Oppliger   | 30 | 2 | 2 | 0 |
| A. Osmani     | 14 | 5 | 0 | 0 |
| P. Paquito    | 0  | 0 | 0 | 0 |
| F. Pepsi      | 19 | 1 | 2 | 0 |
| M. Sejmenović | 28 | 3 | 5 | 0 |
| D. Silva      | 0  | 0 | 0 | 0 |
| S. Suljevic   | 11 | 0 | 0 | 0 |
| T. Tarchini   | 9  | 1 | 0 | 0 |
| N. Zari       | 28 | 6 | 8 | 0 |